# 灰鮗
灰鮗為輻鰭魚綱鱸形目鱸亞目七夕魚科的其中一種，分布於西印度洋的紅海及亞丁灣海域，棲息深度5-30公尺，體長可達17公分，棲息在珊瑚礁區，屬肉食性，雄魚有護卵的行為，可作為觀賞魚。

## 擴展閱讀
維基物種上的相關：灰鮗